# Graningstjärnen
Graningstjärnen är en sjö i Bräcke kommun i Jämtland och ingår i Ljungans huvudavrinningsområde. Sjön har en area på 0,0501 kvadratkilometer och ligger 332 meter över havet. Sjön avvattnas av vattendraget Graningsbäcken.

## Delavrinningsområde
Graningstjärnen ingår i det delavrinningsområde (698009-149580) som SMHI kallar för Inloppet i Graningen. Medelhöjden är 384 meter över havet och ytan är 22,06 kvadratkilometer. Det finns inga avrinningsområden uppströms utan avrinningsområdet är högsta punkten. Graningsbäcken som avvattnar avrinningsområdet har biflödesordning 4, vilket innebär att vattnet flödar genom totalt 4 vattendrag innan det når havet efter 179 kilometer. Avrinningsområdet består mestadels av skog (64 procent) och sankmarker (30 procent). Avrinningsområdet har 0,05 kvadratkilometer vattenytor vilket ger det en sjöprocent på 0,2 procent.